# Hyperwithius annamensis
Hyperwithius annamensis är en spindeldjursart som först beskrevs av Vladimir V. Redikorzev 1938.  Hyperwithius annamensis ingår i släktet Hyperwithius och familjen Withiidae. Inga underarter finns listade i Catalogue of Life.